# Sergio Morales Araya
Sergio Fernando Morales Araya (Candelaria de Naranjo, Alajuela, Costa Rica, 16 de febrero de 1973) es un exfutbolista costarricense, nacionalizado guatemalteco, que se desempeñaba como Mediocampista Ofensivo.[cita requerida]
Sergio Fernando inició su carrera en Costa Rica, pero jugó la mayor parte de su carrera en Guatemala, fue en el Xelajú Mario Camposeco en donde figuró como un jugador que marcaba diferencia en el club lanudo siendo capitán y portador de la dorsal número 10, marcando historia con el club con el cual ganó dos títulos de Liga.

## Clubes
| Club                                                  | País       | Año          |
| ----------------------------------------------------- | ---------- | ------------ |
| Asociación Deportiva Ramonense[cita requerida]        | Costa Rica | 1990 - 1994  |
| Belén Fútbol Club[cita requerida]                     | Costa Rica | 1994 - 1995  |
| Club Social y Deportivo Suchitepéquez[cita requerida] | Guatemala  | 1996         |
| Club Sport Cartaginés[cita requerida]                 | Costa Rica | 1997 - 1998  |
| Cobán Imperial[cita requerida]                        | Guatemala  | 1998 - 2000  |
| Puntarenas Fútbol Club[cita requerida]                | Costa Rica | 2000 - 2001  |
| Comunicaciones[cita requerida]                        | Guatemala  | 2002 - 2004  |
| Xelajú Mario Camposeco[cita requerida]                | Guatemala  | 2005 - 2007  |
| Club Social y Deportivo Suchitepéquez[cita requerida] | Guatemala  | 2007 - 2009  |
| Asociación Deportiva Ramonense[cita requerida]        | Costa Rica | 2009 - 2010  |
| Deportivo Mictlán[cita requerida]                     | Guatemala  | 2010 - 2011  |
| Xelajú Mario Camposeco[cita requerida]                | Guatemala  | 2011 - 2014  |
| Deportivo Malacateco[cita requerida]                  | Guatemala  | 2014 - 2015. |

## Palmarés

### Campeonatos nacionales
| Título                           | Club                           | País       | Año                  |
| -------------------------------- | ------------------------------ | ---------- | -------------------- |
| Segunda División[cita requerida] | Asociación Deportiva Ramonense | Costa Rica | 1992                 |
| Liga Nacional[cita requerida]    | Xelajú Mario Camposeco         | Guatemala  | 2007[cita requerida] |
| Liga Nacional[cita requerida]    | Xelajú Mario Camposeco         | Guatemala  | 2012[cita requerida] |

## Vida privada
El 19 de diciembre de 2013 sergio y otros compañeros del Xelajú Mario Camposeco se vieron involucrados en un escándalo que los llevaría a juicio en la ciudad de Quetzaltenango. Sergio fue sentenciado el 3 de julio de 2015 por el Tribunal de Primera Instancia de la ciudad de Quetzaltenango, Guatemala a cuatro años de prisión conmutables al haberlos hallado culpable de haber cometido ‘’abusos‘’ en contra del canterano (menor de edad para el momento) Mario Rodas durante un bautizo. Sergio fue condenado por maltrato a menores y al ser conmutable se vería obligado a remunerarle cincuenta mil Quetzales al agraviado, y la multa de cinco Quetzales diarios.